# Alain Layrac
Pour les articles homonymes, voir Layrac.
Alain Layrac, est un scénariste français né en 1965 à Decazeville, Aveyron (France).

## Biographie
Après des études de cinéma à l'Université Paris I, Alain Layrac connait un début de carrière fulgurant en créant, avec Danièle Thompson, la série culte Une famille formidable.
En 1997, il signe le scénario du film Héroïnes, de Gérard Krawczyk, avec à l'affiche Virginie Ledoyen, Maïdi Roth, Saïd Taghmaoui, Charlotte de Turckheim, Marie Laforêt, Édouard Baer (alors méconnu) et Serge Reggiani (dont c'est l'un des derniers rôles). Le film connaît un destin singulier : échec commercial en salles, il est cependant ensuite rediffusé à de nombreuses reprises à la télévision où il bat régulièrement des records d'audience[réf. nécessaire]. L'action débute et se termine à Decazeville, la ville où Alain Layrac a grandi.
En 1999, son scénario original Mauvaises Fréquentations est réalisé par Jean-Pierre Améris : le film marque les débuts à l'écran de Lou Doillon, la nomination de Robinson Stévenin au César  du meilleur espoir masculin en 2000, et totalise près de 500 000 entrées en France. Le single Where I am Headed, de Lene Marlin, qui ouvre le film et accompagne sa bande-annonce, connaît un succès retentissant en France avec 350 000 exemplaires vendus.
En 2001 sort Barnie et ses petites contrariétés, adapté d'un nouveau scénario original d'Alain Layrac par Bruno Chiche qui réalise le film. A l'affiche, Nathalie Baye, Fabrice Luchini et les premiers pas à l'écran de Mélanie Bernier. Le film fait plus de 700 000 entrées France.
En 2005 sort Avant qu'il ne soit trop tard, réalisé par Laurent Dussaux, dont Alain Layrac signe aussi le scénario original, en s'inspirant des liens étroits de sa propre bande d'amis. A l'affiche, Émilie Dequenne, Frédéric Diefenthal, Élodie Navarre et Olivier Sitruk.
En 2017, il publie Atelier d'écriture (sous-titré 50 conseils pour réussir son scénario sans rater sa vie), aux éditions Hémisphères, dans lequel il s'inspire de son expérience de pédagogue reconnu.
En 2023, il adapte son essai pour le cinéma, en signant le scénario original et les dialogues de Le Cours de la vie, avec à l'affiche Agnès Jaoui et Jonathan Zaccaï, réalisé par Frédéric Sojcher,. Il remporte le prix du meilleur scénario au Festival International du film Espoir à Liège. Le film, à petit budget, cumule près de 100 000 entrées en France.
En 2024, Alain co-écrit l'unitaire Les ailes collées avec Alexis Bayet, pour France 2, sélectionné au Festival de la Fiction de La Rochelle - le film, aux thématiques queer et familiales, traite du harcèlement.
En 2025, il co-signe le long-métrage Planètes avec la réalisatrice Momoko Seto, présenté à la cérémonie de clôture de la Semaine de la critique  (dans la sélection de laquelle figure aussi Baise-en-ville, le second film de Martin Jauvat, sur lequel il a collaboré à l'écriture). Planètes remporte le prix FIPRESCI de la critique internationale à l'issue du festival. Il est également sélectionné au Festival International d'animation d'Annecy.
Alain Layrac a été un ami proche de l'actrice Mylène Demongeot, disparue en 2022.

## Filmographie

### Cinéma
- 1996 : Ligne de vie de Pavel Lounguine
- 1997 : Héroïnes de Gérard Krawczyk
- 1999 : Mauvaises Fréquentations de Jean-Pierre Améris
- 2001 : Barnie et ses petites contrariétés de Bruno Chiche
- 2005 : Avant qu'il ne soit trop tard de Laurent Dussaux
- 2008 : Leap Years d'Anand Tucker
- 2017 : MILF d'Axelle Laffont
- 2019 : Yves de Benoît Forgeard
- 2023 : Le Cours de la vie de Frédéric Sojcher
- 2024 : Fario de Lucie Prost
- 2025 : Baise-en-ville de Martin Jauvat
- 2025 : Planètes de Momoko Seto

### Télévision

#### Téléfilm
- 1997 : La Mère de nos enfants de Jean-Louis Lorenzi
- 2024 : Les ailes collées de Thierry Binisti

#### Séries
- 1992 : Une famille formidable : Les parents disjonctent (saison 1, épisode 1)
- 1994 : Une famille formidable : Bonnes et mauvaises surprises (saison 2, épisode 1)
- 1994 : Une famille formidable : Des vacances mouvementées (saison 2, épisode 2)
- 2006 : Une famille formidable : Rien ne va plus (saison 6, épisode 1)
- 2006 : Une famille formidable : L'Enfer au paradis (saison 6, épisode 2)
- 2006 : Une famille formidable : Un nouveau départ (saison 6, épisode 3)
- 2007 : Une famille formidable : Les Adieux de Nono (saison 7, épisode 1)
- 2007 : Une famille formidable : Vacances marocaines (saison 7, épisode 2)

### Distinctions
- Festival d'Albi 1999 : prix du meilleur scénario pour Mauvaises Fréquentations
- Festival international du film Espoir 2023 : prix du meilleur scénario pour Le Cours de la vie